# Rachel (Animorphs)
Rachel è un personaggio dalla serie di libri per ragazzi Animorphs. Il suo cognome non è mai esplicitamente menzionato nei libri.

## Biografia
Prima della guerra Rachel era una semplice ragazza con la passione per la ginnastica e una fanatica della moda, nonché una studentessa modello. I suoi genitori sono divorziati. Il padre di Rachel, Dan, è un giornalista, la madre Naomi è invece un avvocato. Ha due sorelle, Jordan e Sara, entrambe più giovani di lei. Nel volume L'Esilio la madre e le sorelle di Rachel vengono messe al corrente dell'invasione degli Yeerk e vengono trasferite nella colonia degli Hork-Bajir liberi, in larga misura contro la volontà di Naomi (ella tenta di fuggire diverse volte con le due figlie minori, facendo infuriare Rachel).
Nei primi libri della serie Rachel viene presentata semplicemente come una ragazza forte e piuttosto irritabile che, dopo lo smarrimento iniziale, accetta coraggiosamente il compito di proteggere il mondo dall'invasione degli Yeerk. Ma, con il proseguire della serie, Rachel diventa sempre più spericolata e aggressiva, finendo per vedere nella guerra contro gli Yeerk, più che un doloroso dovere da assolvere, la sua vera ragione di vita. La sua crescente esaltazione per la guerra sfocerà in violenza e sadismo, quello che verrà chiamato il lato oscuro di Rachel, che spaventa tanto i suoi amici quanto Rachel stessa. Nel libro La Soluzione Jake esprime la sua preoccupazione su quello che potrebbe esserne di Rachel se la guerra dovesse finire, ritenendo che l'adrenalina fornita dalle battaglie sia per la cugina come l'alcol per un ubriacone. Nei volumi in cui Rachel è la narratrice ella si ritrova spesso a fare dolorosamente i conti con il suo lato oscuro, soprattutto nei libri La Soluzione, La Scissione e Il Ritorno. Rachel viene spesso biasimata per sua natura violenta da parte del resto degli altri Animorph, a eccezione di Tobias. Dal canto suo Rachel, pur provando ella stessa disagio per il suo lato oscuro, ritiene che esso sia utile agli altri Animorph, non solo per i successi in battaglia che esso garantisce ma anche per la possibilità che offre ai suoi amici di non sporcarsi le mani di persona e di mantenere la loro coscienza pulita per quanto possibile. Nel libro Il Ritorno, in preda ai dubbi e ai sensi di colpa, Rachel giunge infatti alla conclusione che quel lato violento che tanto i suoi amici disapprovano preservi quel poco di innocenza che loro hanno conservato dall'inizio della guerra.
Nell'ultimo libro Rachel accetta senza discutere la missione, affidatale in segreto da Jake, di assassinare il fratello di quest'ultimo, Tom. La missione riesce, ma Rachel rimane comunque uccisa da un altro Controller in metamorfosi da orso polare. Prima di morire riceve la visita dell'Ellimist, che ferma il tempo in modo da avere l'occasione di dirle che lei era l'unica nel suo gruppo a essere diventata un Animorph indipendentemente dalle sue macchinazioni e la rassicura che era non solo forte e coraggiosa, ma anche buona.

## Rapporti con gli altri Animorph
- Jake: all'inizio della serie Rachel e Jake, nonostante siano cugini, non sono particolarmente legati, ma finendo entrambi coinvolti nella guerra contro gli Yeerk il loro legame si rafforza rapidamente; sennonché, con il procedere della storia, Jake si dimostrerà sempre più insofferente alla natura violenta di Rachel, mentre ella dal canto suo maturerà un certo fastidio per il modo in cui Jake disapprovi moralmente i suoi metodi, ma ne apprezzi sempre i risultati. L'attitudine di Jake a sfruttare Rachel raggiunge il culmine nel penultimo episodio della serie, quando Jake le affida la missione, peraltro potenzialmente suicida, di assassinare Tom: nonostante ciò Rachel sentirà compassione verso il cugino, comprendendo le difficili decisioni che è costretto ad affrontare.
- Tobias: prima dell'inizio della serie Rachel e Tobias si conoscono solamente di vista. Sin dal primo libro, tuttavia, sviluppano rapidamente una profonda amicizia che diventerà amore a metà della serie, per quanto il fatto che lui sia intrappolato nella forma di falco sia un ostacolo insormontabile per il loro rapporto. In un episodio Rachel viene corteggiata da un altro ragazzo a scuola. Sebbene sia tentata dall'idea di un rapporto più normale, lei sceglie Tobias, ricordando il lungo periodo trascorso insieme a lui e la profondità dei loro sentimenti. Dopo la sua morte Tobias recide ogni contatto con il mondo e, soprattutto, con Jake.
- Cassie: Rachel e Cassie sono l'una la migliore amica dell'altra fin dall'inizio della serie, nonostante siano completamente diverse sia nell'aspetto che nel carattere. Mentre Rachel ha sempre un aspetto impeccabile e veste in modo molto femminile Cassie è sciatta e non considera minimamente importante il modo di vestire. Inoltre, mentre Rachel è spericolata e spesso aggressiva, Cassie è molto più pacata, odia la guerra, e cerca sempre di porre fine a qualunque dissidio si crei all'interno del gruppo. Per la maggior parte della serie le due ragazze ammirano molto ognuna le qualità dell'altra. Tuttavia gradualmente si sviluppa tensione tra loro, in quanto Cassie è sempre più preoccupata dal lato oscuro dell'amica, mentre Rachel inizia a essere insofferente all'integrità morale di Cassie, nella quale pensa talvolta di riconoscervi più ipocrisia che vera moralità.
- Marco: Rachel e Marco si punzecchiano e litigano molto spesso nel corso della serie. Marco deride spesso l'impulsività e l'aggressività dell'amica, soprannominandola Xena, mentre Rachel trova i modi di Marco irritanti e critica spesso il suo aspetto, deridendolo per la sua bassa statura, per quanto in realtà lo trovi carino. Nonostante le tensioni che di solito si creano tra di loro sono comunque affezionati l'uno all'altra e, quando con gli altri Animorph devono decidere una strategia per una missione, si trovano spesso d'accordo l'uno con l'altra sulla linea da seguire, essendo molto simili in termini di spietatezza.
- Ax: Rachel è inizialmente molto diffidente nei confronti di Ax, ma i loro rapporti migliorano quando Ax per primo inizia a fidarsi dei suoi amici umani. Nel corso della serie, comunque, non sviluppano mai un rapporto strettissimo. Nei libri in cui sono narratori Rachel si limita ad apprezzare le abilità da guerriero di Ax, mentre Ax, invece, con il progredire della storia, considererà la sete di sangue di Rachel pericolosa e inadatta a un guerriero.

## Metamorfosi di Rachel
In ordine di acquisizione:
- Elefante africano[1]
- Aquila dalla testa bianca[2]
- Toporagno[2]
- Gatto (Fiocco)[2]
- Lupo[3]
- Trota[3]
- Delfino[4]
- Gabbiano[4]
- Formica[5]
- Scarafaggio[6]
- Mosca[6]
- Gufo[7]
- Orso grizzly[7]
- Topo (Courtney)[8]
- Termite[8]
- Puzzola[8]
- Pipistrello[9]
- Scimmia ragno (non più utilizzabile)[10]
- Giaguaro (non più utilizzabile)[10]
- Coccodrillo (non più utilizzabile)[11]
- Hork-Bajir (Jara Hamee)[12]
- Cavallo[13]
- Pappagallo[14]
- Pesce martello[14]
- Talpa[15]
- Zanzara[16]
- Deinonychus (non più utilizzabile)[17]
- Pulce[18]
- Formichiere[19]
- Foca[20]
- Orso polare (Nanook)[20]
- Capodoglio[21]
- Calamaro gigante[21]
- Scimpanzé[22]
- Anguilla[23]
- Stella marina[24]
- Scoiattolo[25]
- Cacatua[25]
- Orca (Swoosh)[26]
- Ghepardo[27]
- Ape[28]
- Umano #1 (Michele Leary)[29]
- Castoro[30]
- Pastore tedesco (Champ)[31]
- Libellula[32]
- Umano #2 (un soldato)[32]